# کلیسای سن پیترو

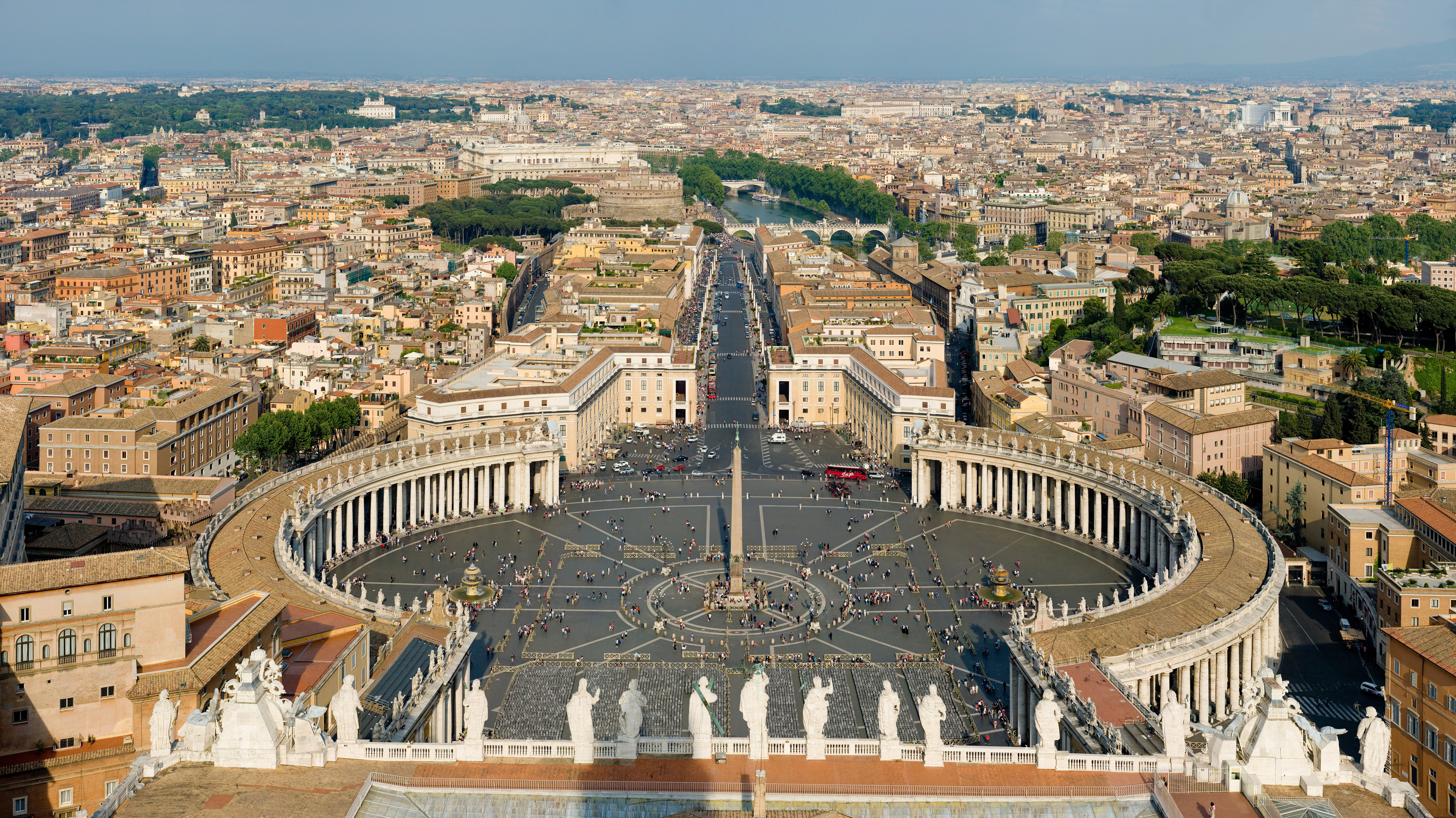
نمایی از میدان سنت پیر

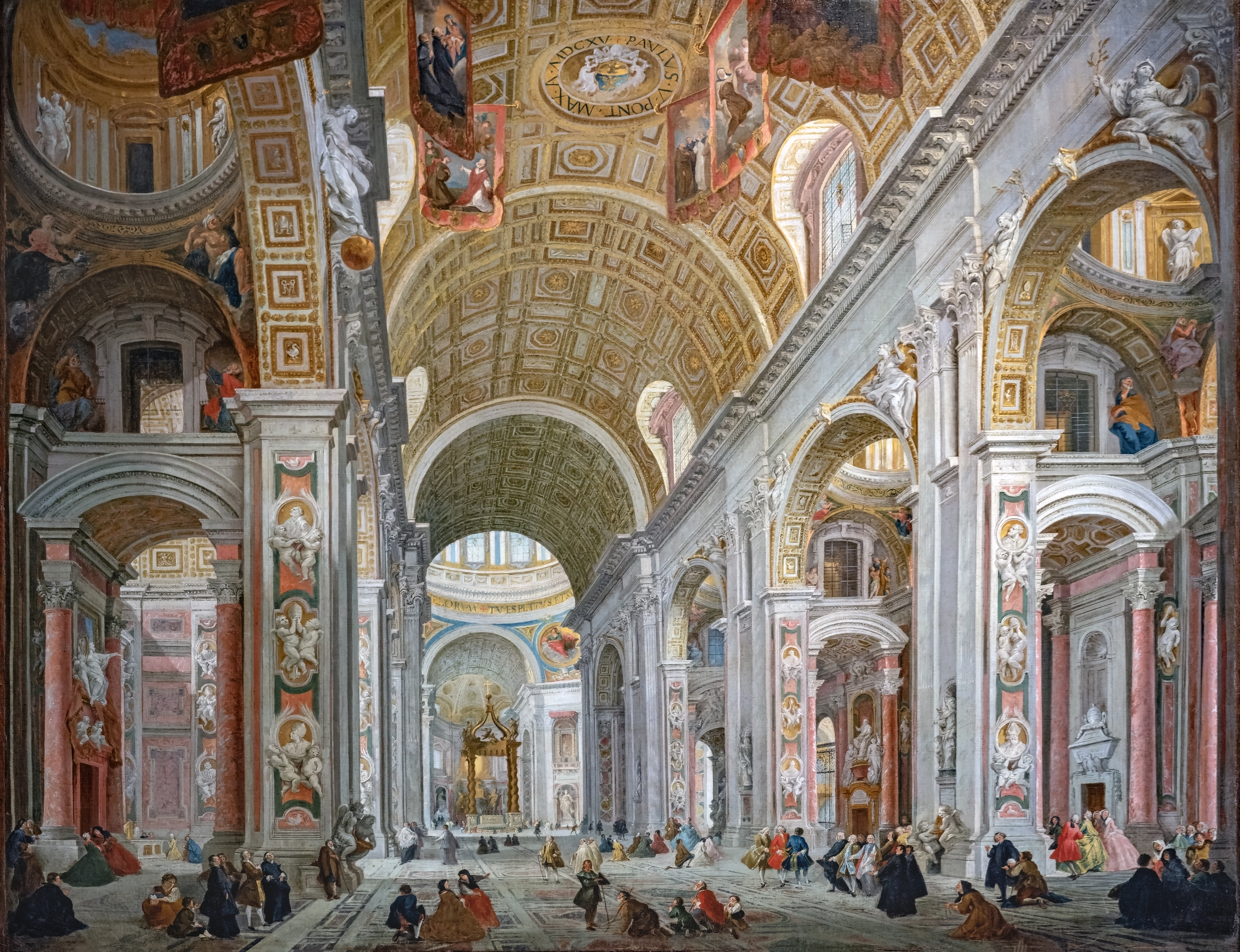
یک نقاشی از نمای داخلی کلیسای سن پیر

کلیسای پیتر مقدس یا کلیسای پترس حواری یا کلیسای سن پیر (به ایتالیایی: Basilica di San Pietro in Vaticano) واقع در شهر واتیکان در رم از بزرگ‌ترین کلیساهای جهان است که مربوط به دورهٔ رنسانس پسین می‌شود. این کلیسا که به‌طور کلی توسط دوناتو برامانته، میکل‌آنژ، کارلو مادرنو و جان لورنتسو برنینی طراحی شده معروف‌ترین اثر معماری رنسانس است.
زیربنای این کلیسا نزدیک به ۲۰۰ هزار متر مربع است و حجاری‌ها و مجسمه‌های سقف آن اثر میکل‌آنژ می‌باشد. ساخت این کلیسا ۱۲۰ سال طول کشید.
نکته جالب اینکه نقشه هوایی ساختمان‌های کلیسای سن پیرو به شکل یک کلید طراحی شده که نماد کلید بهشت محسوب می‌شود و مجسمه‌های حواریون مسیح نیز به شکل نیم‌دایره‌ای در اطراف در ورودی این کلیسا نصب شده‌است.
بر اساس عقیدهٔ رایج در کاتولیک این کلیسا محل دفن پیتر مقدس، یکی از حواریون مسیح و اولین پاپ است. شواهد تاریخی و عقیدهٔ رایج حاکی از این هستند که مقبرهٔ پیتر مقدس مستقیماً زیر محراب کلیسا قرار دارد. به همین دلیل، تعداد زیادی از پاپ‌ها، از صدر مسیحیت تا کنون، مانند پاپ ژان پل دوم که چند سال پیش فوت کرد، در زیرزمین این کلیسا دفن شده‌اند. از زمان کنستانتین بزرگ، امپراتور روم، کلیسایی در این مکان قرار داشته‌است. ساخت باسیلیکای حاضر، که جایگزین باسیلیکای قدیمی قرن چهارم میلادی شده‌است، از تاریخ ۱۸ آوریل ۱۵۰۶ آغاز شد و در ۱۸ نوامبر ۱۶۲۶ به پایان رسید.
هر ساله بین ۱۵٬۰۰۰ تا بیش از ۸۰٬۰۰۰ نفر برای شرکت در مراسم‌های مختلف، در میدان سن پیترز یا داخل باسیلیکا جمع می‌شوند.
از نظر معماری، این کلیسا بزرگترین بنای دوران خود محسوب می‌شود. باسیلیکای سن پیترز یکی از چهار باسیلیکای رم است که عنوان باسیلیکای اعظم را دارا می‌باشند. برخلاف تصور رایج، این کلیسا یک کلیسای جامع نیست؛ چرا که محل اقامت پاپ نیست. محل اقامت پاپ (به عنوان اسقف رم) در بازیلیکای سنت جان لاتران قرار دارد.

## تاریخچه
قبر پیتر در آغاز به وسیلهٔ یک سنگ قرمز، به نشانهٔ اسمش که در زبان یونانی به معنی سنگ یا صخره می‌باشد، نشانه‌گذاری شده بود و چند سال بعد یک آرامگاه روی آن ساخته شد. پس از بیش از ۳۰۰ سال، باسیلیکای قدیمی سن پیترز در این مکان ساخته شد.

### باسیلیکای قدیمی سن پیترز

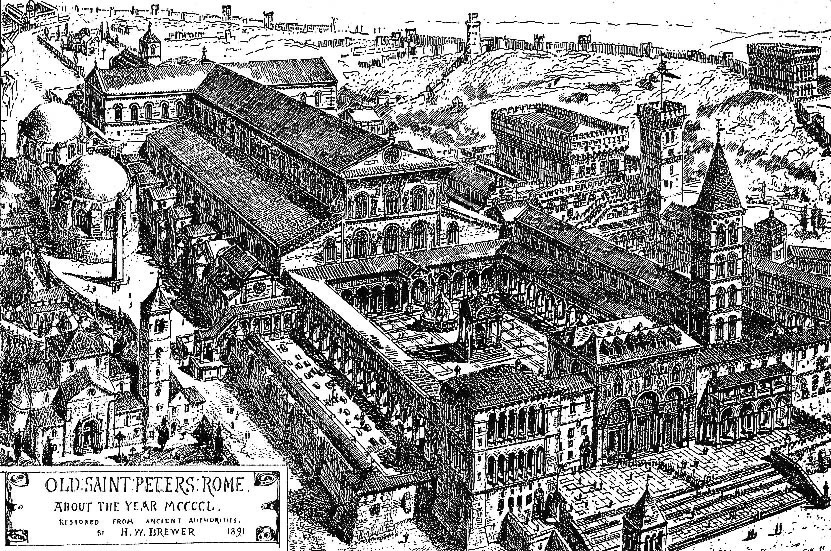
باسیلیکای قدیمی سن پیترز

باسیلیکای قدیمی سن پیترز بین سال‌های ۳۱۹ و ۳۳۰ میلادی به دستور کنستانتین بزرگ ساخته شد. این بنا که به فرم باسیلیکا ساخته شده بود، یک سالن پهن و دو بازو در اطراف داشت که به بنا شکل صلیب می‌داد. طول بنا بیش از ۱۰۳٫۶ متر بوده‌است.

## معماری

### پلان‌های متوالی
پاپ ژولیوس دوم در سال ۱۵۰۵ م. تصمیم گرفت که بازیلیکای قدیمی را تخریب کند و آن را با بنایی جدید و ماندگار جایگزین سازد. در رقابتی که موضوع آن طراحی عظیم‌ترین بنای عالم مسیحیت بود، طراحی دوناتو برامانته برگزیده شد و در سال ۱۵۰۶ ساخت و ساز بنا آغاز گردید.

پلان برامانته

این پلان به فرم یک صلیب یونانی عظیم بود و یک گنبد، الهام گرفته از گنبد پانتئون داشت. با این تفاوت که این گنبد به چهار ستون بزرگ تکیه داشت؛ در حالیکه گنبد معبد پانتئون به وسیلهٔ یک دیوار نگه‌داری می‌شد. بالای گنبد برامانت یک فانوس، به همراه گنبدی کوچک قرار می‌گرفت که از لحاظ فرم بسیار شبیه به فانوس کلیسای جامع فلورانس بود.
برامانت در نظر داشت که گنبد مرکزی را با چهار گنبد کوتاه‌تر روی محورهای مورب احاطه کند. سالن، جای مخصوص کشیش و بازوهای مساوی کلیسا هر کدام جزء دو راهرو بودند که به یک برآمدگی نیم‌دایره‌ای که محراب کلیسا بود ختم می‌شدند. در هر گوشهٔ ساختمان برجی قرار می‌گرفت به‌طوری‌که طرح کلی ساختمان مربع بود؛ به همراه محراب‌های کلیسا که در نقاط اصلی برجسته بودند.

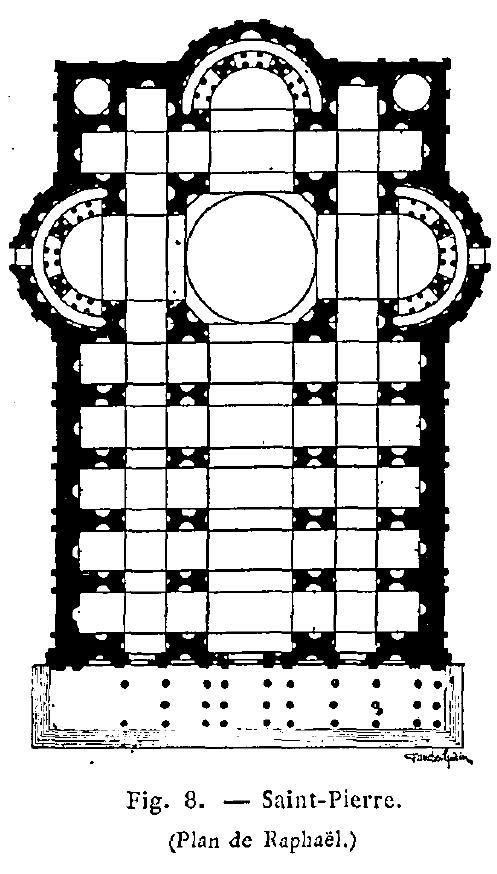
پلان رافائل

با مرگ پاپ جولیوس در ۱۵۱۳، جولیانو دا سانگالو، جووانی جوکوندو و رافائل جایگزین برامانت شدند. یک سال پس از مرگ برامانته در سال ۱۵۱۴، سانگالو و جوکوندو نیز مردند. تفاوت اصلی در پلان رافائل سالنی است با پنج راهرو که ردیفی از نمازخانه‌هایی به صورت برآمده، در هر طرف، خارج از راهروها قرار دارد.
پس از مرگ رافائل در سال ۱۵۲۰، جانشین او، بالداساره پروتزی، تغییراتی که رافائل برای بخش داخلیِ سه برآمدگیِ اصلیِ کلیسا ارائه داده بود را حفظ کرد. با این وجود دوباره به پلان صلیب یونانی و دیگر ویژگی‌های پلان برامانت رجوع کرد. ساخت این پلان به دلیل مشکلات مختلف کلیسا و ایالت پیش نرفت و با مرگ پروتزی در ۱۵۳۶، پلان او تحقق نیافته باقی ماند.
پس از پروتزی، آنتونیو دا سانگالو یانگر پلانی را ارائه کرد که ویژگی‌های پلان برامانت، رافائل و پروتزی را با هم ترکیب می‌کرد. طرح او برای گنبد، هم در ساختار و هم در تزئین، دارای جزئیات بیشتر و بسیار ماهرانه‌تر از طرح برامانت بود و دارای شیارهایی بر سطح خارجی گنبد بود. همانند برامانت، سانگالو نیز پیشنهاد داد که یک فانوس روی گنبد قرار بگیرد. سانگالو فانوس را بزرگتر و بسیار ماهرانه‌تر طراحی کرد. فعالیت عملیِ اصلیِ سانگالو، تقویت ستون‌های برامانت بود که در حال ترک برداشتن بود.
در تاریخ ۱ ژانویه ۱۵۴۷، در دوران حکمرانی پاپ پاول سوم، میکل آنژ، که در آن زمان بیش ار هفتاد سال سن داشت، به عنوان ناظر پروژهٔ ساخت و ساز کلیسای سنت پیترز، جانشین سانگالو شد. او به عنوان طراح اصلی بخش عمدهٔ ساختمانی که ما امروزه مشاهده می‌کنیم، در نظر گرفته می‌شود. میکل آنژ این مسئولیت را با رضایت نپذیرفت؛ بلکه پاپ پاول او را به این کار مجبور کرده بود. میکل آنژ می‌نویسد: «من این مسئولیت را فقط به خاطر عشق به خدا و به افتخار آن حواری پذیرفتم.» میکل آنژ اصرار داشت که به او اختیار کامل داده شود تا به هر روشی که خود مناسب می‌پنداشت، به هدف اصلی دست پیدا کند.

### پلان میکل آنژ

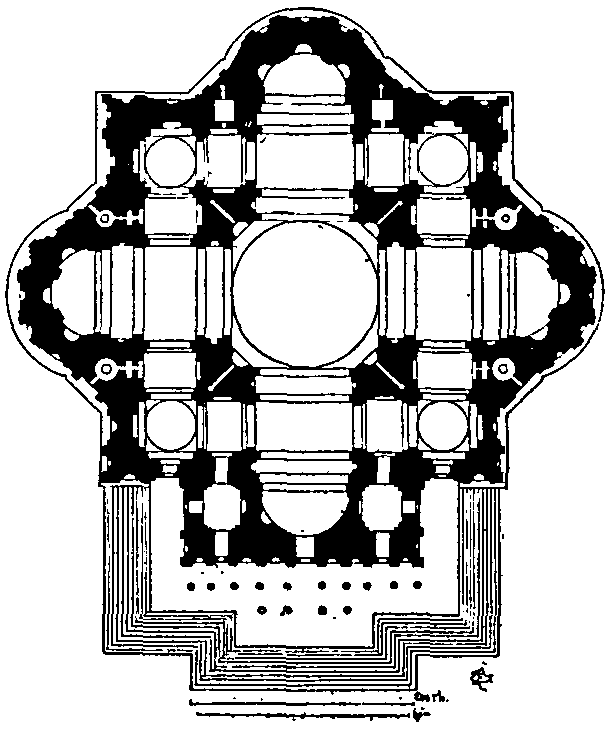
پلان میکل آنژ

زمانی که میکل آنژ مسئولیت ساختمان را بر عهده گرفت، چهار ستون عظیم، از پس باقیمانده‌های سالن باسیلیکای قدیمی برخاسته بود. او همچنین تعدادی از طرح‌ها و نقشه‌های معماران و مهندسان نامی قرن شانزدهم را در دست داشت. در همهٔ این طرح‌ها چند ویژگی مشترک وجود داشت. همهٔ آن‌ها گنبدی را که با گنبدی که برونلسکی یک قرن پیش از این برای کلیسای جامع فلورانس ساخته بود برابری کند، می‌طلبیدند.

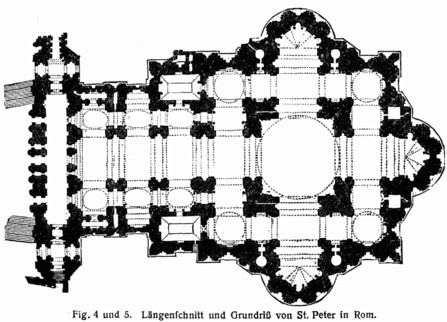
پلان کارلو مادرنو

در سال ۱۶۰۷ پاپ توسعهٔ کلیسا را به کارلو مادرنو واگذار نمود. او سه بلوک را به صحن کلیسا افزود و نقشه را از تقارن محوری تبدیل نمود. سپس با ساخت یک نمای کشیده با سنتوری بر فراز ورودی که مورد انتقاد فراوان هم قرار گرفت چشم از جهان فروبست. سرانجام تکمیل کار بر عهدهٔ جووانی برنینی (۱۶۲۳) گذارده شد و یکی از شاهکارهای معماری شهری باروک پدید آمد. وی با برپایی یک سایه بان بزرگ «خیمه مقدس» در زیر گنبد که دارای چهار ستون مارپیچ مرمرین بود تندیس چهار فرشته را بر بر فراز آن‌ها نهاد.
«سردیس قدیس پطرس» بخش زیادی از زندگی پربار برنینی را به خود اختصاص داد، این نماد تجسمی از آمیزش پیکرتراشی با معماری همراه با نقاشی و نورپردازی است و نمایانگر پیروزی مسیحیت بر جهان می‌باشد. طراحی میدان شکوهمند روبروی کلیسای سن پیرو به گونه‌ای ظریف و مؤثر از پهنای نمای ساختمان (مادرنو) می‌کاهد و کلیسا با دو یال ذوزنقه‌ای همگرا به میدان بیضی شکل که با دو ردیف دوتایی ستون به شیوهٔ توسکان ساخته شده، ستون بزرگی (اوبلیسک) را که از مصر آورده شده در مرکز و فواره‌های ساخت مادرنو را در دو کانون خود قرار داد. بدین سان برنینی ساختمان دورهٔ رنسانس که به صورت منفرد و مستقل ایستاده بود را به طرح گسترده در پیوند با محیط پیرامونی و معماری پویای باروک تبدیل می‌سازد.